# Chelonus productus
Chelonus productus är en stekelart som beskrevs av Herrich-Schäffer 1838. Chelonus productus ingår i släktet Chelonus och familjen bracksteklar. Inga underarter finns listade i Catalogue of Life.